# Eleições legislativas portuguesas de 1999 nos Açores
| Eleições legislativas portuguesas de 1999 Distritos: Aveiro \| Beja \| Braga \| Bragança \| Castelo Branco \| Coimbra \| Évora \| Faro \| Guarda \| Leiria \| Lisboa \| Portalegre \| Porto \| Santarém \| Setúbal \| Viana do Castelo \| Vila Real \| Viseu \| Açores \| Madeira \| Estrangeiro |

## Resultados por Concelho
Os resultados nos concelhos do Região Autónoma dos Açores foram os seguintes:

### Angra do Heroísmo
| Partido                 | Partido                        | Votos  | %               | +/-   |
| ----------------------- | ------------------------------ | ------ | --------------- | ----- |
|                         | Partido Socialista             | 8 094  | 54,53 / 100,00  | 10,67 |
|                         | Partido Social Democrata       | 5 065  | 34,12 / 100,00  | 7,78  |
|                         | Partido Popular                | 1 005  | 6,77 / 100,00   | 3,63  |
|                         | Bloco de Esquerda              | 191    | 1,29 / 100,00   | Novo  |
|                         | Coligação Democrática Unitária | 167    | 1,13 / 100,00   | 0,11  |
|                         | Outros                         | 98     | 0,67 / 100,00   |       |
| Votos Inválidos         | Votos Inválidos                | 223    | 1,50 / 100,00   | 0,06  |
| Total                   | Total                          | 14 843 | 100,00 / 100,00 |       |
| Eleitorado/Participação | Eleitorado/Participação        | 28 207 | 52,62 / 100,00  | 5,90  |

### Calheta
| Partido                 | Partido                  | Votos | %               | +/-   |
| ----------------------- | ------------------------ | ----- | --------------- | ----- |
|                         | Partido Social Democrata | 1 101 | 57,52 / 100,00  | 15,21 |
|                         | Partido Socialista       | 616   | 32,18 / 100,00  | 14,92 |
|                         | Partido Popular          | 136   | 7,11 / 100,00   | 0,17  |
|                         | Outros                   | 38    | 1,98 / 100,00   |       |
| Votos Inválidos         | Votos Inválidos          | 23    | 1,21 / 100,00   | 0,03  |
| Total                   | Total                    | 1 914 | 100,00 / 100,00 |       |
| Eleitorado/Participação | Eleitorado/Participação  | 3 511 | 54,51 / 100,00  | 6,98  |

### Corvo
| Partido                 | Partido                  | Votos | %               | +/-   |
| ----------------------- | ------------------------ | ----- | --------------- | ----- |
|                         | Partido Social Democrata | 117   | 45,17 / 100,00  | 6,85  |
|                         | Partido Popular          | 69    | 26,64 / 100,00  | 23,10 |
|                         | Partido Socialista       | 64    | 24,71 / 100,00  | 4,08  |
|                         | Bloco de Esquerda        | 6     | 2,32 / 100,00   | Novo  |
|                         | Outros                   | 3     | 1,16 / 100,00   |       |
| Votos Inválidos         | Votos Inválidos          | 0     | 0,00 / 100,00   | 6,57  |
| Total                   | Total                    | 259   | 100,00 / 100,00 |       |
| Eleitorado/Participação | Eleitorado/Participação  | 342   | 75,73 / 100,00  | 9,06  |

### Horta
| Partido                 | Partido                        | Votos  | %               | +/-  |
| ----------------------- | ------------------------------ | ------ | --------------- | ---- |
|                         | Partido Socialista             | 3 083  | 49,01 / 100,00  | 8,30 |
|                         | Partido Social Democrata       | 2 403  | 38,20 / 100,00  | 6,78 |
|                         | Partido Popular                | 374    | 5,95 / 100,00   | 2,03 |
|                         | Coligação Democrática Unitária | 227    | 3,61 / 100,00   | 0,08 |
|                         | Outros                         | 92     | 1,45 / 100,00   |      |
| Votos Inválidos         | Votos Inválidos                | 112    | 1,78 / 100,00   | 0,42 |
| Total                   | Total                          | 6 291  | 100,00 / 100,00 |      |
| Eleitorado/Participação | Eleitorado/Participação        | 11 541 | 54,51 / 100,00  | 8,02 |

### Lagoa
| Partido                 | Partido                        | Votos | %               | +/-   |
| ----------------------- | ------------------------------ | ----- | --------------- | ----- |
|                         | Partido Socialista             | 2 377 | 58,58 / 100,00  | 20,87 |
|                         | Partido Social Democrata       | 1 281 | 31,57 / 100,00  | 17,65 |
|                         | Partido Popular                | 181   | 4,46 / 100,00   | 3,31  |
|                         | Coligação Democrática Unitária | 51    | 1,26 / 100,00   | 0,10  |
|                         | Outros                         | 79    | 1,96 / 100,00   |       |
| Votos Inválidos         | Votos Inválidos                | 89    | 2,20 / 100,00   | 0,26  |
| Total                   | Total                          | 4 058 | 100,00 / 100,00 |       |
| Eleitorado/Participação | Eleitorado/Participação        | 9 563 | 42,43 / 100,00  | 8,99  |

### Lajes das Flores
| Partido                 | Partido                        | Votos | %               | +/-   |
| ----------------------- | ------------------------------ | ----- | --------------- | ----- |
|                         | Partido Socialista             | 379   | 48,97 / 100,00  | 21,61 |
|                         | Partido Social Democrata       | 297   | 38,37 / 100,00  | 11,87 |
|                         | Coligação Democrática Unitária | 40    | 5,17 / 100,00   | 7,09  |
|                         | Partido Popular                | 30    | 3,88 / 100,00   | 0,84  |
|                         | Outros                         | 10    | 1,29 / 100,00   |       |
| Votos Inválidos         | Votos Inválidos                | 18    | 2,33 / 100,00   | 0,03  |
| Total                   | Total                          | 774   | 100,00 / 100,00 |       |
| Eleitorado/Participação | Eleitorado/Participação        | 1 269 | 60,99 / 100,00  | 4,80  |

### Lajes do Pico
| Partido                 | Partido                  | Votos | %               | +/-  |
| ----------------------- | ------------------------ | ----- | --------------- | ---- |
|                         | Partido Socialista       | 1 241 | 50,30 / 100,00  | 9,60 |
|                         | Partido Social Democrata | 1 069 | 43,33 / 100,00  | 6,32 |
|                         | Partido Popular          | 84    | 3,40 / 100,00   | 3,81 |
|                         | Outros                   | 53    | 2,14 / 100,00   |      |
| Votos Inválidos         | Votos Inválidos          | 20    | 0,81 / 100,00   | 0,03 |
| Total                   | Total                    | 2 467 | 100,00 / 100,00 |      |
| Eleitorado/Participação | Eleitorado/Participação  | 4 366 | 56,50 / 100,00  | 2,95 |

### Madalena
| Partido                 | Partido                        | Votos | %               | +/-  |
| ----------------------- | ------------------------------ | ----- | --------------- | ---- |
|                         | Partido Social Democrata       | 1 303 | 45,85 / 100,00  | 6,57 |
|                         | Partido Socialista             | 1 249 | 43,95 / 100,00  | 7,69 |
|                         | Partido Popular                | 143   | 5,03 / 100,00   | 2,01 |
|                         | Coligação Democrática Unitária | 45    | 1,58 / 100,00   | 0,31 |
|                         | Outros                         | 38    | 1,34 / 100,00   |      |
| Votos Inválidos         | Votos Inválidos                | 64    | 2,25 / 100,00   | 0,96 |
| Total                   | Total                          | 2 842 | 100,00 / 100,00 |      |
| Eleitorado/Participação | Eleitorado/Participação        | 4 620 | 61,52 / 100,00  | 6,23 |

### Nordeste
| Partido                 | Partido                        | Votos | %               | +/-   |
| ----------------------- | ------------------------------ | ----- | --------------- | ----- |
|                         | Partido Socialista             | 1 389 | 46,88 / 100,00  | 12,91 |
|                         | Partido Social Democrata       | 1 302 | 43,94 / 100,00  | 8,06  |
|                         | Partido Popular                | 133   | 4,49 / 100,00   | 4,45  |
|                         | Coligação Democrática Unitária | 43    | 1,45 / 100,00   | 0,39  |
|                         | Outros                         | 35    | 1,18 / 100,00   |       |
| Votos Inválidos         | Votos Inválidos                | 61    | 2,06 / 100,00   | 0,07  |
| Total                   | Total                          | 2 963 | 100,00 / 100,00 |       |
| Eleitorado/Participação | Eleitorado/Participação        | 4 692 | 63,15 / 100,00  | 1,91  |

### Ponta Delgada
| Partido                 | Partido                        | Votos  | %               | +/-   |
| ----------------------- | ------------------------------ | ------ | --------------- | ----- |
|                         | Partido Socialista             | 12 999 | 55,88 / 100,00  | 18,09 |
|                         | Partido Social Democrata       | 7 459  | 32,06 / 100,00  | 12,41 |
|                         | Partido Popular                | 1 247  | 5,36 / 100,00   | 5,57  |
|                         | Coligação Democrática Unitária | 555    | 2,39 / 100,00   | 0,48  |
|                         | Bloco de Esquerda              | 272    | 1,17 / 100,00   | Novo  |
|                         | Outros                         | 380    | 1,63 / 100,00   |       |
| Votos Inválidos         | Votos Inválidos                | 351    | 1,51 / 100,00   | 0,14  |
| Total                   | Total                          | 23 263 | 100,00 / 100,00 |       |
| Eleitorado/Participação | Eleitorado/Participação        | 50 931 | 45,68 / 100,00  | 5,78  |

### Povoação
| Partido                 | Partido                        | Votos | %               | +/-   |
| ----------------------- | ------------------------------ | ----- | --------------- | ----- |
|                         | Partido Socialista             | 1 421 | 49,12 / 100,00  | 20,66 |
|                         | Partido Social Democrata       | 1 157 | 39,99 / 100,00  | 16,39 |
|                         | Partido Popular                | 138   | 4,77 / 100,00   | 5,12  |
|                         | Coligação Democrática Unitária | 48    | 1,66 / 100,00   | 0,42  |
|                         | Bloco de Esquerda              | 40    | 1,38 / 100,00   | Novo  |
|                         | Outros                         | 39    | 1,35 / 100,00   |       |
| Votos Inválidos         | Votos Inválidos                | 50    | 1,73 / 100,00   | 0,41  |
| Total                   | Total                          | 2 893 | 100,00 / 100,00 |       |
| Eleitorado/Participação | Eleitorado/Participação        | 5 429 | 53,29 / 100,00  | 12,06 |

### Ribeira Grande
| Partido                 | Partido                        | Votos  | %               | +/-   |
| ----------------------- | ------------------------------ | ------ | --------------- | ----- |
|                         | Partido Socialista             | 4 993  | 55,91 / 100,00  | 18,61 |
|                         | Partido Social Democrata       | 3 022  | 33,84 / 100,00  | 15,32 |
|                         | Partido Popular                | 356    | 3,99 / 100,00   | 4,00  |
|                         | Bloco de Esquerda              | 166    | 1,86 / 100,00   | Novo  |
|                         | Coligação Democrática Unitária | 133    | 1,49 / 100,00   | 0,19  |
|                         | Outros                         | 94     | 1,05 / 100,00   |       |
| Votos Inválidos         | Votos Inválidos                | 167    | 1,87 / 100,00   | 0,15  |
| Total                   | Total                          | 8 931  | 100,00 / 100,00 |       |
| Eleitorado/Participação | Eleitorado/Participação        | 19 538 | 45,71 / 100,00  | 6,48  |

### Santa Cruz da Graciosa
| Partido                 | Partido                  | Votos | %               | +/-   |
| ----------------------- | ------------------------ | ----- | --------------- | ----- |
|                         | Partido Socialista       | 1 251 | 50,48 / 100,00  | 14,98 |
|                         | Partido Social Democrata | 1 093 | 44,11 / 100,00  | 12,85 |
|                         | Partido Popular          | 58    | 2,34 / 100,00   | 1,55  |
|                         | Outros                   | 44    | 1,76 / 100,00   |       |
| Votos Inválidos         | Votos Inválidos          | 32    | 1,29 / 100,00   | 0,90  |
| Total                   | Total                    | 2 478 | 100,00 / 100,00 |       |
| Eleitorado/Participação | Eleitorado/Participação  | 3 916 | 63,28 / 100,00  | 6,83  |

### Santa Cruz das Flores
| Partido                 | Partido                        | Votos | %               | +/-   |
| ----------------------- | ------------------------------ | ----- | --------------- | ----- |
|                         | Partido Socialista             | 599   | 53,29 / 100,00  | 22,75 |
|                         | Partido Social Democrata       | 308   | 27,40 / 100,00  | 14,55 |
|                         | Partido Popular                | 94    | 8,36 / 100,00   | 2,72  |
|                         | Coligação Democrática Unitária | 77    | 6,85 / 100,00   | 4,73  |
|                         | Outros                         | 29    | 2,58 / 100,00   |       |
| Votos Inválidos         | Votos Inválidos                | 17    | 1,51 / 100,00   | 0,03  |
| Total                   | Total                          | 1 124 | 100,00 / 100,00 |       |
| Eleitorado/Participação | Eleitorado/Participação        | 1 999 | 56,23 / 100,00  | 2,87  |

### São Roque do Pico
| Partido                 | Partido                        | Votos | %               | +/-  |
| ----------------------- | ------------------------------ | ----- | --------------- | ---- |
|                         | Partido Socialista             | 780   | 49,97 / 100,00  | 6,92 |
|                         | Partido Social Democrata       | 660   | 42,28 / 100,00  | 3,31 |
|                         | Partido Popular                | 47    | 3,01 / 100,00   | 3,04 |
|                         | Coligação Democrática Unitária | 29    | 1,86 / 100,00   | 0,26 |
|                         | Outros                         | 23    | 1,47 / 100,00   |      |
| Votos Inválidos         | Votos Inválidos                | 22    | 1,41 / 100,00   | 0,08 |
| Total                   | Total                          | 1 561 | 100,00 / 100,00 |      |
| Eleitorado/Participação | Eleitorado/Participação        | 2 828 | 55,20 / 100,00  | 9,72 |

### Velas
| Partido                 | Partido                        | Votos | %               | +/-   |
| ----------------------- | ------------------------------ | ----- | --------------- | ----- |
|                         | Partido Social Democrata       | 1 097 | 43,55 / 100,00  | 17,64 |
|                         | Partido Socialista             | 1 074 | 42,64 / 100,00  | 21,28 |
|                         | Partido Popular                | 236   | 9,37 / 100,00   | 4,41  |
|                         | Coligação Democrática Unitária | 30    | 1,19 / 100,00   | 0,12  |
|                         | Bloco de Esquerda              | 28    | 1,11 / 100,00   | Novo  |
|                         | Outros                         | 27    | 1,08 / 100,00   |       |
| Votos Inválidos         | Votos Inválidos                | 27    | 1,08 / 100,00   | 0,21  |
| Total                   | Total                          | 2 519 | 100,00 / 100,00 |       |
| Eleitorado/Participação | Eleitorado/Participação        | 4 427 | 56,90 / 100,00  | 4,76  |

### Vila do Porto
| Partido                 | Partido                        | Votos | %               | +/-   |
| ----------------------- | ------------------------------ | ----- | --------------- | ----- |
|                         | Partido Socialista             | 1 285 | 69,99 / 100,00  | 23,85 |
|                         | Partido Social Democrata       | 394   | 21,46 / 100,00  | 19,11 |
|                         | Partido Popular                | 64    | 3,49 / 100,00   | 5,87  |
|                         | Coligação Democrática Unitária | 30    | 1,63 / 100,00   | 0,60  |
|                         | Bloco de Esquerda              | 26    | 1,42 / 100,00   | Novo  |
|                         | Outros                         | 14    | 0,76 / 100,00   |       |
| Votos Inválidos         | Votos Inválidos                | 23    | 1,25 / 100,00   | 0,09  |
| Total                   | Total                          | 1 836 | 100,00 / 100,00 |       |
| Eleitorado/Participação | Eleitorado/Participação        | 4 454 | 41,22 / 100,00  | 8,67  |

### Vila Franca do Campo
| Partido                 | Partido                        | Votos | %               | +/-   |
| ----------------------- | ------------------------------ | ----- | --------------- | ----- |
|                         | Partido Socialista             | 2 582 | 59,41 / 100,00  | 27,09 |
|                         | Partido Social Democrata       | 1 313 | 30,21 / 100,00  | 23,11 |
|                         | Partido Popular                | 268   | 6,17 / 100,00   | 3,06  |
|                         | Coligação Democrática Unitária | 54    | 1,24 / 100,00   | 0,28  |
|                         | Outros                         | 54    | 1,24 / 100,00   |       |
| Votos Inválidos         | Votos Inválidos                | 75    | 1,73 / 100,00   | 0,44  |
| Total                   | Total                          | 4 346 | 100,00 / 100,00 |       |
| Eleitorado/Participação | Eleitorado/Participação        | 8 273 | 52,53 / 100,00  | 11,23 |

### Vila Praia da Vitória
| Partido                 | Partido                  | Votos  | %               | +/-   |
| ----------------------- | ------------------------ | ------ | --------------- | ----- |
|                         | Partido Socialista       | 4 471  | 53,22 / 100,00  | 14,78 |
|                         | Partido Social Democrata | 3 123  | 37,17 / 100,00  | 11,73 |
|                         | Partido Popular          | 552    | 6,57 / 100,00   | 3,10  |
|                         | Outros                   | 140    | 1,66 / 100,00   |       |
| Votos Inválidos         | Votos Inválidos          | 115    | 1,37 / 100,00   | 0,33  |
| Total                   | Total                    | 8 401  | 100,00 / 100,00 |       |
| Eleitorado/Participação | Eleitorado/Participação  | 16 672 | 50,39 / 100,00  | 5,54  |